# Refuge de l'Archeboc
 (mars 2025).
Si vous disposez d'ouvrages ou d'articles de référence ou si vous connaissez des sites web de qualité traitant du thème abordé ici, merci de compléter l'article en donnant les références utiles à sa vérifiabilité et en les liant à la section « Notes et références ».
Le refuge de l'Archeboc est un refuge de montagne situé en France dans le département de la Savoie en région Auvergne-Rhône-Alpes.

## Histoire
Ancien chalet d'alpage de la famille Emprin, en 1973, à la suite de la demande du Bureau des guides de Chamonix pour écourter l'étape Deffeyes à Mario Bezzi (14 h), Marcelle Emprin  accepte de modifier le chalet d'alpage pour en faire un lieu de passage pour la compagnie. Avec le succès, d'autres compagnies demandent à leur tour l'accès afin de créer différents tours, comme celui de l'Archeboc ou celui du Ruitor.
D'une capacité de 15 places au début, il est porté à plus de 40 places dans les années 1980, avec uniquement des dortoirs. La reconstruction en 1992 du refuge voit les dortoirs se transformer en chambres avec salle d'eau.
En 1988, une centrale hydraulique construite avec l'aide des Italiens nous permet d'avoir de l'électricité et de l'eau chaude quasiment en permanence.

## Caractéristiques et informations
Le refuge est gardé en période estivale du 15 juin au 15 septembre suivant les conditions de neige au printemps.

## Accès
Pour se rendre au refuge de l'Archeboc, il est possible de partir du village de Sainte-Foy-Tarentaise, puis de prendre la direction de La Masure et du vallon de la Petite-Sassière. On peut laisser son véhicule au Plan du Pré (1 430 m) au Crot (1 500 m). Il est également possible de se garer sur le parking de Pierre Giret qui se trouve, à 1 750 mètres. Une fois arrivé à l'une de ces aires de stationnement, de multiples sentiers mènent au refuge. En suivant le balisage, il faut compter environ une heure à une heure et demie de marche pour rejoindre le refuge.
Un départ peut aussi se faire de Chenal (1 680 m) dans le vallon du Clou. Il faut ensuite passer par le Monal (1 870 m), l'Échaillon (1 870 m), la station de Sainte-Foy-Tarentaise (1 500 m, le Planay-Dessus (1 580 m), puis le Planay-Dessous (1 520 m). De là, au premier virage (1 482 m), un petit chemin à droite mène sur la route forestière (1 540 m), itinéraire de la Via Alpina, pour passer par les Savonnes (1 940 m), puis par le Petit Lac (1 990 m) et enfin au refuge. Il faut compter 4 h 30 par cet itinéraire. Ce départ permet d'effectuer le tour de l'Archeboc en rentrant par le col du Rocher Blanc ou le col Vaudet (2 835 m).

## Ascensions
- Bec de l'Âne (3 213 m), itinéraire par le col du Mont. 3 h 30 de montée.
- Archeboc (3 272 m) par la combe ouest, tracé en bleu sur le terrain. 4 h de montée.
- Col du Mont (2 636 m), passage pour l'Italie (vallée de Valgrisanche) en 1 h 30.
- Sommet de Louprama (2 585 m) par le lac Noir en 2 h 30.

Le refuge de l'Archeboc est très bien adapté aux randonnées en moyenne montagne à la journée ou sur plusieurs jours : tour du Ruitor, tour de l'Archeboc, traversée du Grand-Paradis.

## Traversées
Le refuge de l'Archeboc est très bien placé sur des circuits de plusieurs jours, à cheval sur la France et l'Italie, tels que l'Alta via Glaciaire, la via Alpina. Il permet aussi des boucles intéressantes par le col du Mont (vers l'Italie) ou le plateau du Ruitor via le lac Noir au nord.

## Particularités
Le refuge de l'Archeboc est facilement accessible par un ancien chemin muletier dans la forêt à partir de la Savonne ou par l'usine Pierre Giret. Son altitude modérée (2 030 m) en fait un objectif relativement aisé en randonnée familiale.
Le secteur est très beau, végétal (forêts, alpages) et calme. Le refuge est moins fréquenté que certains autres refuges servant de départ à des courses d'alpinisme.
Bien que le refuge soit accessible aux 4x4, la circulation est limitée aux riverains et ayants droit, et il est déconseillé d'y monter en véhicule à moteur, sauf cas de force majeure.